# دیگو باریسونه
دیگو باریسونه (انگلیسی: Diego Barisone; ۲۹ مهٔ ۱۹۸۹ – ۲۸ ژوئیهٔ ۲۰۱۵) بازیکن فوتبال اهل آرژانتین بود.
از باشگاه‌هایی که در آن بازی کرده‌است می‌توان به باشگاه فوتبال لانوس و باشگاه فوتبال آرژانتینوس جونیورز اشاره کرد.